# Uperoleia glandulosa
Uperoleia glandulosa es una especie  de anfibios de la familia Myobatrachidae.

## Distribución geográfica
Se encuentra en Australia.